# Buchnera rungwensis
Buchnera rungwensis är en snyltrotsväxtart som beskrevs av Adolf Engler. Buchnera rungwensis ingår i släktet Buchnera och familjen snyltrotsväxter. Inga underarter finns listade i Catalogue of Life.